# Guilhabert de Castres
Guilhabert de Castres (* um 1165; † um 1240) war Katharerbischof von Toulouse von 1226 bis 1240. Möglicherweise war er der Vater oder der ältere Bruder von Izarn de Castres, einem katharischen Prediger und Theologen.

## Biografie
Die biographischen Daten zu seiner Person sind äußerst spärlich und wohl auch keineswegs allesamt zuverlässig: Für das Jahr 1193 wird erwähnt, dass er in Fanjeaux ein Haus unterhielt, in welchem die 'Vollkommenen' (parfaits) der Glaubensgemeinschaft sich trafen. Im Jahre 1204 wird er als filius major ('Diakon') von Gaucelm, dem damaligen Katharerbischof von Toulouse, bezeichnet; noch im selben Jahr soll er vier hochgestellten Damen (Esclarmonde de Foix, Aude de Fanjeaux, Fays de Durfort und Raymonde de Saint-Germain) das Consolamentum, das einzige Sakrament der Katharer gespendet haben. Im Jahre 1207 war er beim sogenannten Kolloquium von Pamiers dabei, der letzten großen Debatte zwischen Katholiken und Katharern, an welcher auf katholischer Seite auch Domingo de Guzman, der spätere Hl. Dominikus, teilnahm.
Als dann im darauffolgenden Jahr (1208) der päpstliche Gesandte Pierre de Castelnau bei Saint-Gilles du Gard ermordet wurde, war es mit den Gesprächen und Diskussionen zwischen beiden Parteien vorbei. Ab sofort sollten die Waffen sprechen.
Während des Albigenserkreuzzugs (1209–1229) muss Guilhabert de Castres geflüchtet sein. Jedenfalls entkam er im Jahre 1220 mit Hilfe Bernard-Othon de Niorts aus der belagerten Stadt Castelnaudary. Im Jahr 1226 begründete er ein neues Bistum in Pieusse – das Bistum Razès; im Jahr darauf taucht er in Mirepoix auf. In den Jahren 1229 bis 1232 suchte er Zuflucht bei Jourdain Hunaud de Lanta in der Burg von Bézu (bzw. Burg Albedun). 1232 verhandelte er mit Raymond de Péreille, dem Herrn von Montségur, 'ob in jener Burg ab sofort die katharische Kirche bzw. Gemeinde ihren Wohn- und Hauptsitz haben könne und die Prediger ein- und ausgehen können' (... ad hoc ut in ipso castro posset ecclesia hereticorum habere domicilium et caput et inde possent transmittere et diffundere predicatores suos). Ob Guilhabert de Castres die Belagerung und den Fall der Burg Montségur (1243/4) noch erlebte, ist unklar.

## Zitat
Zoé Oldenbourg schreibt in ihrem Buch über die Geschichte der Katharerbewegung:
„It is a little disconcerting to find history telling us so little about this man, and indeed about the other leaders of the movement... Yet Guilhabert himself seems to have been one of the greatest personalities of thirteenth-century France. The history of the deeds and actions of these persecuted apostles may well have proved as rich in inspiration and instruction as that of a Francis of Assisi: They too were messengers of God's love. It is not immaterial to recall that these torches were put out forever, their faces obliterated and their example lost to all those whose lives they might have guided during the centuries that followed.“
(Übersetzung: „Es ist schon ein wenig verstörend, dass die Geschichte uns so wenig über diesen Mann und die anderen Führer der Bewegung mitteilt... Guilhabert selbst scheint eine der größten Persönlichkeiten im Frankreich des 13. Jahrhunderts gewesen zu sein. Die Geschichte der Taten dieser verfolgten Apostel könnte genauso reich in Geist und Lehre gewesen sein wie die des Franz von Assisi – auch sie waren Botschafter der göttlichen Liebe. Es ist nicht unwichtig sich daran zu erinnern, dass diese Fackeln für immer erloschen sind, ihre Gesichter ausgelöscht und ihr Beispiel ausradiert für all diejenigen, deren Leben sie in den folgenden Jahrhunderten geleitet haben könnten.“)